# Dakota (película de 1945)
Dakota es una película western estadounidense de 1945 dirigida por Joseph Kane y protagonizada por John Wayne.  El reparto secundario incluye a Walter Brennan, Ward Bond y Mike Mazurki.

## Argumento
La acción se sitúa en el año 1875. Wayne interpreta a John Devlin (John Wayne), un jugador profesional que se ha casado con Sandra (Vera Ralston), hija del millonario del ferrocarril Marko Poli (Hugo Haas). John y Sandra huyen de la ira de su padre y van a Fargo, en el Territorio de Dakota, donde Sandra cree que pueden sacar provecho de un boom inmobiliario. Pero en el viaje hacia el oeste, les estafan y les quitan su apuesta (20.000 dólares que Sandra le robó a su padre). En un intento desesperado por recuperar su dinero, Devlin entra en una acalorada batalla contra los forajidos liderados por Bender.
Bender roba su dinero y lo usa para intentar comprar las propiedades de los terratenientes en Fargo, Dakota. Devlin intenta evitarlo pero no puede. Entonces se ofrece a comprar los contratos de tierra con la amenaza de que puede pedirle al padre de Sandi que pase por otro pueblo, lo que significará que la compra de Bender será inútil.
Justo cuando Bender entrega las tierras a Devlin, un agente del Sr. Poli llega con la intención secreta de comprar las tierras. Bender se entera y Devlin huye con el contrato y se lo da a uno de los colonos. Tan pronto como Devlin sale de la casa, los hombres de Bender entran, se llevan el contrato y asesinan al colono.
Cuando Devlin regresa a la ciudad, es recibido por Bender, quien intenta incriminarlo y colgarlo. En ese momento llega un grupo de colonos a caballo con las tierras de los colonos ardiendo al fondo.
Devlin va a buscar a Bender y a su segundo al mando. Mientras Bender está preparando el equipaje para irse de la ciudad, el segundo al mando lo mata y le roba su dinero.
Devlin aborda al segundo al mando y cuando están a punto de partir hacia California, Sandy (la esposa de Devlin) le dice que le dio el dinero que tenía al capitán del barco para ayudarlo a comprar un nuevo barco (ya que encalló el otro barco cuando los llevaba a Fargo).

## Elenco
- John Wayne como John Devlin

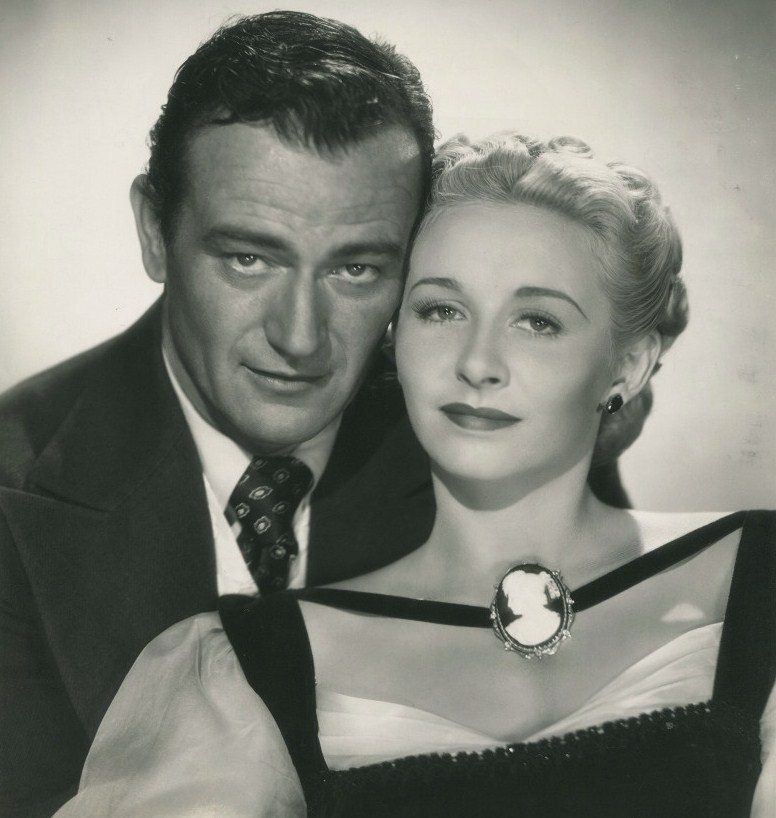
John Wayne y Vera Ralston en Dakota.

- Vera Hruba Ralston como Sandy Poli (Devlin)
- Walter Brennan como Capt. Bounce of the Riverbird
- Ward Bond como Jim Bender
- Mike Mazurki como Bigtree Collins
- Ona Munson como Jersey Thomas
- Olive Blakeney como Mrs. Stowe
- Hugo Haas como Marko Poli
- Nick Stewart como Nicodemus (como Nicodemus Stewart)
- Paul Fix como Carp
- Grant Withers como Slagin
- Robert Livingston como Lieutenant
- Olin Howland como Devlin's driver (como Olin Howlin)
- Pierre Watkin como Wexton Geary
- Robert Barrat como Anson Stowe (como Robert H. Barrat)
- Jonathan Hale como Col. Wordin
- Robert Blake como Little Boy (como Bobby Blake)
- Paul Hurst como Captain Spotts
- Eddy Waller como Stagecoach Driver
- Sarah Padden como Mrs. Plummer
- Jack La Rue como Suade
- George Cleveland como Mr. Plummer
- Selmer Jackson como Dr. Judson
- Claire Du Brey como Wahtonka
- Roy Barcroft como Poli's Driver